# Batolite

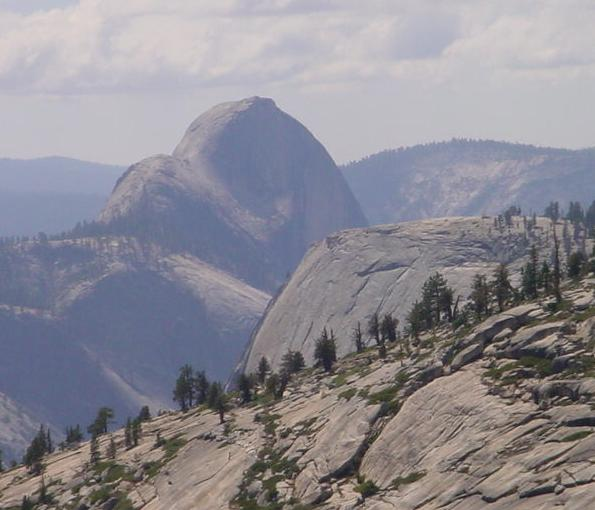
Half Dome, un monolite granitico nel Parco nazionale di Yosemite, parte del batolite della Sierra Nevada.

I batoliti (dal Greco βαθύς = profondo + λίθος = pietra) sono enormi strutture costituite da rocce ignee intrusive. Costituiscono i tipi di corpi intrusivi più grandi: possono raggiungere anche decine di migliaia di km² di estensione e migliaia di km3 in volume.  Sono irregolari nella forma, i loro fianchi divergono l'uno rispetto all'altro e si estendono talora verticalmente per diversi km. Possono possedere al tetto delle protuberanze verticali di pochi km3 che vengono chiamate apofisi. La formazione dei batoliti è comunemente associata all'orogenesi, cioè ai processi di costruzione delle montagne. 
I batoliti, generalmente costituiti da graniti e granodioriti; si formano nella crosta terrestre dove si creano condizioni più favorevoli per l'incremento di pressione e temperatura.
Questa situazione si crea in particolare nell'ambito dei margini convergenti delle placche, che si dividono in margini di subduzione (ove avviene lo scontro fra placca oceanica e placca continentale con relativa compressione) e collisionali (quando si scontrano due masse continentali, che avendo entrambe una densità simile, creano la situazione ideale per la creazione di grandi catene montuose come l'Himalaya).

## Formazione dei batoliti
Nell'ambito dei margini collisionali, nella placca sovrascorrente - formata da litosfera continentale - si ha un notevole incremento di temperatura per effetto dell'ispessimento crostale; a ciò si aggiunge l'abbassamento della temperatura di fusione delle rocce, causato dall'acqua gassosa proveniente dalla disidratazione dei sedimenti della placca subducente, risalita attraverso il mantello per gradiente di densità. Si creano così le condizioni ideali per la fusione parziale di vaste aree della crosta continentale profonda. Magmi acidi, prevalentemente granitici e granodioritici, si accumulano all'interno di grandi camere magmatiche incassate nelle rocce intrusive e metamorfiche di alto grado da cui si originano. Questi fusi in tempi lunghissimi (centinaia di migliaia o milioni di anni) si consolidano in loco o alimentano la risalita di numerose masse plutoniche successive, una a fianco dell'altra. Il risultato di questi lunghissimi processi è la formazione di batoliti.
I sollevamenti crostali connessi alle fasi finali di formazione di una catena montuosa alimentano una rapida erosione delle rocce soprastanti ai batoliti, portando questi ad affiorare per vastissime estensioni.
Dunque, per riassumere, i batoliti sono il risultato di un lungo processo, che ha origine nei fenomeni di anatessi delle rocce metamorfiche, il che porta alla loro liquefazione nello stadio di magma; cristallizzatosi quest'ultimo, e in seguito risalito al di sopra della superficie della crosta, la nuova roccia si espone ai fenomeni di erosione.

## Lista di batoliti

### Africa
- Aswan Granite Batholith
- Cape Coast Batholith, Ghana
- Darling Batholith, Sud Africa
- Massiccio granitico di Hook, Zambia
- Mubende Batholith, Uganda

### Antartide
- Antarctic Peninsula Batholith
- Batolite della Regina Maud

### Asia
- Batolite di Angara-Vitim, Siberia
- Bhongir Fort Batholith, Telangana, India[2]
- Mount Abu, India[3]
- Gangdese batholith, Himalaya
- Trans-Himalayan Batholith, Himalaya
- Batolite di Kalba-Narym, Kazakistan
- Karakorum Batholith, Himalaya
- Tak batholith, Thailand
- Tien Shan batholith, Asia centrale

### Europa
- Bindal Batholith, Norvegia
- Cornubian batholith, England
- Batolite di Corsica-Sardegna
- Batolite di Donegal, Irlanda
- Leinster Batholith, Irlanda
- Mancellian batholith, Francia
- North Pennine Batholith, England
- Batolite di Ljusdal, Svezia
- Mt-Louis-Andorra Batholith
- Riga Batholith, Latvia
- Salmi Batholith, Republic of Karelia, Russia
- Sunnhordaland Batholith, Norway
- Cintura magmatica trans-scandinava, Svezia e Norvegia
  - Revsund Massif
  - Rätan Batholith
  - Småland–Värmland Belt

### Nord America
- Bald Rock Batholith
- Batolite Boulder
- British Virgin Islands
- Batolite di Chambers-Strathy
- Town Mountain Granite batholith, Texas
- Golden Horn Batholith
- Batolite dell'Idaho
- Ilimaussaq Batholith, Groenlandia
- Kenosha Batholith
- Ruby Mountains
- Batolite del Rio Verde, Messico
- Batolite della Sierra Nevada
- South Mountain Batholith, Nova Scotia
- Peninsular Ranges, Baja e California Meridionale[4]
- Stone Mountain
- Pike's Peak Granite Batholith
- Batolite di Chilliwack
- Batolite del Wyoming[5]

### Oceania
- Cullen Batholith, Australia
- Batolite del Monte Kosciuszko, Australia
- Batolite di Moruya, Australia
- Median Batholith, New Zealand
- New England Batholith, Australia

### Sud America
- Batolite di Achala, Argentina
- Batolite di Antioquia, Colombia
- Batolite di Guanambi, Bahia, Brasile
- Parguaza rapakivi granite Batholith, Venezuela and Colombia
- Batolite di Cerro Aspero, Argentina
- Coastal Batholith of Peru
- Batolite di Colangüil, Argentina
- Batolite della Cordillera Blanca, Peru
- Batolite di Vicuña Mackenna, Cile
- Batolite di Elqui-Limarí, Cile e Argentina
- Batolite di Futrono-Riñihue, Cile
- Batolite di Illescas, Uruguay
- Coastal Batholith of central Chile
- Batolite di Panguipulli, Cile
- Batolite della Patagonia del nord
- Batolite della Patagonia del sud